# Music for a While
Music for a While (Música per a una estona) és una composició musical del compositor barroc anglès Henry Purcell, el segon dels quatre moviments de la seva música incidental composta el 1692 (Z 583) per a Èdip de John Dryden i Nathaniel Lee. Un baix obstinat, inicialment en do menor, constitueix la base de la peça, amb el desenvolupament melòdic en la veu. Originalment per a veu i continu, existeixen diversos arranjaments de la peça, entre ells per a teclat sol i per a violí i teclat.
El text és:
«Music for a while
Shall all your cares beguile.
Wond'ring how your pains were eas'd
And disdaining to be pleas'd
Till Alecto free the dead
From their eternal bands,
Till the snakes drop from her head,
And the whip from out her hands.»